# ザイゴンの逆転
「ザイゴンの逆転」（ザイゴンのぎゃくてん、原題: "The Zygon Inversion"）は、イギリスのSFドラマ『ドクター・フー』の第9シリーズ第8話。2015年11月7日に BBC One で初放送された。脚本はピーター・ハーネス、監督はダニエル・ネサイムが担当した。10月31日に放送された「ザイゴンの侵略」との二部作の後編である。
本作では、ドクターのコンパニオンであるクララ・オズワルド（演:ジェナ・ルイーズ・コールマン）の姿に変身したザイゴンのボニーがドクターの乗る大統領専用機を撃墜する。彼女はオズグッドボックスと呼ばれるオブジェクトを利用して2000万人のザイゴンの素顔を露見させ、それに恐怖するであろう人類との戦争勃発を計画する。

## 連続性
ケイトは攻撃中のザイゴンから逃れる際に、自らの銃撃を "five rounds rapid" と呼ぶ。これはケイトの父であるレスブリッジ・スチュワート准将が The Dæmons（1971年）で使用したフレーズに似ている。
4代目ドクターのコンパニオンであったハリー・サリバンは、前話「ザイゴンの侵略」に引き続き、対ザイゴン用神経ガスZ67開発の協力者として言及されている。ドクターはサリバンのことを "the imbecile" と呼んでおり、これは4代目ドクターが「サイバー人間の復讐」にて "Harry Sullivan is an imbecile!" と叫んだことに由来する。当該エピソードでは、サリバンはロックスライドを発動させ、ブービートラップを解除せずにドクターからサイバー爆弾を取り出そうとしていた。
UNITのブラックアーカイブは「ドクターの日」（2013年）で初登場した。本作ではブラックアーカイブに「死んだ少女」（2015年）のマイア兵のバトルヘルメットが収容されている。ドクターはボタンを押して大量殺人を決行するつもりだったと叫ぶ。これは「ドクターの日」で3人のドクターが集まってタイムロードの終末兵器モメントを起動してタイム・ウォーに終止符を打とうとしたことへの言及である。
オズグッドはターディス（TARDIS）という頭字語には別の意味があると述べる。ターディスのスペルのうちDはクラシックシリーズと新シリーズいずれでも "dimension" と "dimensions" の意味が与えられており、それによりターディスという名前には別の意味も存在するようになっている。「もうひとりのドクター」（2008年）では、ジャクソン・レイクがターディスについて “Tethered Aerial Release Developed In Style” という意味であると説明した。本作では、12代目ドクターはターディスに "Totally And Radically Driving In Space" というさらに別の意味を与えた。
去り際にドクターはオズグッドに "I'm a very big fan" と告げる。これは「ドクターの日」でオズグッドが11代目ドクターに言った台詞である。

### 他作品への言及
ドクターの使用したイギリスの国旗のパラシュートは、同様のデザインのパラシュートを広げて崖から飛び降りるジェームズ・ボンドの映画『007 私を愛したスパイ』のオマージュである。
ドクターはボニーのことを "Zygella" と呼ぶが、これはナイジェラ・ローソンの名前に由来する。
ボニーは彼女の革命で創造される "brave new world" についてドクターに問われる。この "brave new world" というフレーズはウィリアム・シェイクスピアの劇『テンペスト』の "O brave new world, that has such people in it." という1文に由来する。また、ドクターは "And I mean that most sincerely" というフレーズをイギリスのテレビ番組 Opportunity Knocks (en) から借用している。

## 放送と反応
Appreciation Index は84、タイムシフト視聴者を加算した視聴者数は603万人に上った。

### 批評家の反応
| 専門評論家によるレビュー | 専門評論家によるレビュー |
| レビュー・スコア         | レビュー・スコア         |
| 出典                     | 評価                     |
| ------------------------ | ------------------------ |
| The A.V. Club            | A                        |
| ペースト                 | 8.8                      |
| SFX                      | [ 14 ]                   |
| TV Fanatic               | [ 15 ]                   |
| IndieWire                | A++                      |
| IGN                      | 7.9                      |
| ニューヨーク・マガジン   | [ 18 ]                   |
| デイリー・テレグラフ     | [ 19 ]                   |
| ラジオ・タイムズ         | [ 20 ]                   |

「ザイゴンの逆転」は肯定的にレビューされ、カパルディとコールマンの演技やエピソードの政治的テーマが高く評価された。
Slant Magazine のスティーヴン・クーパーは本作が暫定的に第9シリーズで最高のエピソードであるとし、「先週準備された物語へのパワフルな結末だ」と称賛した。ペースト誌のマーク・ローズマンは「スタンダードな異星人の侵略のプロットラインから、戦争とその究極の無駄さの教科書に変わった」ことを称賛した。彼はボニーを演じるコールマンの演技を称賛し、カパルディの演技についても「ピーター・カパルディのような俳優が主役の役を引き受け、それを自分のものにしてくれたことがどれほど幸運なことか、しっかりと思い出させてくれる」と賛辞の言葉を送った。本作に彼が付けた評価は8.8点であった。IndieWireのケイト・ウェルシュはA++の評価を付け、「前回のエピソードよりも政治的要素があからさまでなく、今週は恥ずかしいほどに豊富であった」と述べた。彼女はコールマンの演技について、「優にジェナ・コールマンの別れのプレゼントにもなり得る」と称賛した。
ガーディアン紙のダン・マーティンも本作を称賛し、特にエピソードの終盤にあったドクターの反戦演説を高く評価した。彼はドクターについて「かつてないほどに良く書かれ、トム・ベイカーと繋がっている」と評価した。彼は、このエピソードが行った「現代寓話のようなものを試みるのは危険なゲームだった」と述べたが、彼はすぐにこのエピソードが「場外ホームランを打った」と感じたという。The A.V. Clubのアラスデア・ウィルキンスは本作に第9シリーズで三度目のA評価を与えた。彼は「『ザイゴンの逆転』のクライマックスは、最高の『ドクター・フー』の反戦物語が常に理解してきたことを明らかにしている。戦争の狂気を描くのに壮大なスケールは必要ない。どちらかと言えば、焦点を単一の紛争や道徳的ジレンマに絞ることで、暴力的な紛争の本質的な無益さが明らかになるのだ」と述べてレビューを始め、「シンプルな設定ゆえに、この二部作は戦争に反対する番組史上最強の声明の1つになっている。それはドクターが上から目線で私たちに異議を唱えるのではなく、自身の経験した痛みを他の誰にも知ってほしくないからだ」と締め括った。

### 航空機墜落事件
本作はエジプトのコガリムアビア航空9268便墜落事件の1週間後に放送されたため、冒頭での大統領専用機撃墜に関してOfcomに31件の苦情が寄せられた。事故の直後に当該シーンを放送するのは不適切だと主張する視聴者がいた一方、Ofcomはこの一件に関する調査を行わないことを決定した。規制当局は「『ドクター・フー』のSF性とストーリーラインは最近の出来事とは十分に区別されている」と結論づけた。